# Радостин Илиев
Радостин Илиев Илиев е български офицер, инженер, бригаден генерал.

## Биография
Роден е на 28 юни 1962 г. в град Сливен. През 1980 г. завършва средното си образование във Враца. Постъпва във Висшето народно военно артилерийско училище, където завършва през 1985 г. за инженер по АСУ и радиоелектроника. Служи в Радиотехническите войски на българската армия. През 1995 г. завършва Военната академия в София. След което става помощник-началник щаб на бригада в Божурище. От 1997 г. е старши помощник-началник на отдел „Военна стандартизация“ в управление „Научно-техническо осигуряване на отбраната“ на Министерството на отбраната. През 2001 г. е назначен за началник на сектор и в J5/9 на Съвместното командване на силите на НАТО, град Брюнсум, Холандия. Между 2005 и 2008 г. е нац. представител по въпросите за поддръжка на отбраната в ПДРБ към Главната квартира на НАТО, град Брюксел, Белгия. От 2010 до 2011 г. учи в Национален университет по отбраната във Вашингтон. По същото време е заместник-директор и изпълняващ длъжността директор на дирекция „Отбранителна политика“. От 2013 до 2014 г. е директор на дирекцията. След това става заместник военен представител във Военната комисия на ЕС в ПП на Република България към ЕС в Брюксел.
От 15 юни 2018 г. е пръв директор на новосъздадения Щаб на отбраната и е удостоен със звание бригаден генерал. На 1 януари 2019 г. е назначен за директор на Дирекция „Отбранителна политика и планиране“, като на 16 юни 2023 г. е освободен от длъжността и от военна служба, считано от 28 юни 2023 г. След това става съветник в политическия кабинет на Министерството на отбраната. От април 2024 г. е заместник-министър на отбраната в служебното правителство на Димитър Главчев.
Награждаван е с награден знак „България-НАТО“ – първа и втора степен и почетен знак „За принос към Министерството на отбраната“.

## Военни звания
- Лейтенант (1985)
- Старши лейтенант (1988)
- Капитан (1992)
- Майор (1996)
- Подполковник (2000)
- Полковник (1 август 2008)
- Бригаден генерал (15 юни 2018)